# Joaquim Segura Lamich
Joaquim Segura Lamich (Santa Coloma de Queralt, 2 d'abril de 1902 - Vic, 7 de juliol de 1993) fou un escriptor en llengua catalana i historiador.
La seva poesia té l'interès d'avançar, als anys cinquanta, alguns temes propis de la poesia social. Posteriorment, es decantà per una poesia religiosa i moralitzant, en formes rígides, paral·lelament al tema amorós, que és una constant en la seva lírica. Els seus temes giren sovint al voltant de conflictes familiars.

## Obres
Assaig
- Història de Santa Coloma de Queralt. Refosa i ordenada en la seva ampliació per Joaquim Segura Lamich. (1953)[2]

Poesia
- Gotims. Poesies. (1950)[2]
- Goigs de la Verge de la Mercè[3]
- Vida amorosa: poemes. (1975)[2]

Novel·la
- Judici de Salomó (1924)[2]
- El cor d'un home: novel·la original i inèdita del jove escriptor. (1925)[2]
- La gran victòria d'un pusil·lànime: drama en tres actes[4]
- L'eterna nosa (1952)[1]
- Gent indígena[5]
- Rural[6]

Teatre
- Una tertúlia: Comèdia en tres actes i en prosa (1978)[2]

## Premis
Joaquim Segura Lamich presentà les seves obres en diversos certamens literaris. Guanyà una llarga llista de Flors Naturals, Violes i Englantines. També resultà premiat en aquests certamens:
- Premi Fastenrath de novel·la als Jocs Florals de la Llengua Catalana (República Argentina, 1968), per l'obra Rural.[6][1]
- Premi Immortal Ciutat de Girona de novel·la (Girona, 1968), per l'obra La vida i la mort.[1]
- Premi Tomàs Ribas i Julià de teatre (Tàrrega, 1976), per l'obra Una tertúlia.[7]

Altres certàmens a què optà:
- Premi Prudenci Bertrana de novel·la (Girona, 1969). Hi participaren setze escriptors: Joaquim Segura Lamich, Vicenç Riera Llorca, Salvador Ferrer i Maura, Avel·lí Artís Gener, Juli Llorente, Xavier Marbà Roca, Esteve Albert Corp, Robert Saladrigas, Montserrat Soler, Jordi Cuadras Mas, Josep Maria Prim Serentill, mossèn Jaume Reixach, Josep Ferrés Marigó, P. Gimpera Vidal i Andreu Blasco Budi.[8]
- Premi Sant Jordi de novel·la (1970). Hi participaren catorze escriptors: Jaume Vidal Alcover, Ramon Planes, Esteve Albert, Joaquim Segura Lamich, Manuel Tort, Francesc Xavier Renau, Daniel Ribé, Josep Batlle, Andreu Blasco, Norman Davis, Pere Ortís, Pujol de la Huerta i Josep M. Sonntag.[9]